# رنو ۱۹

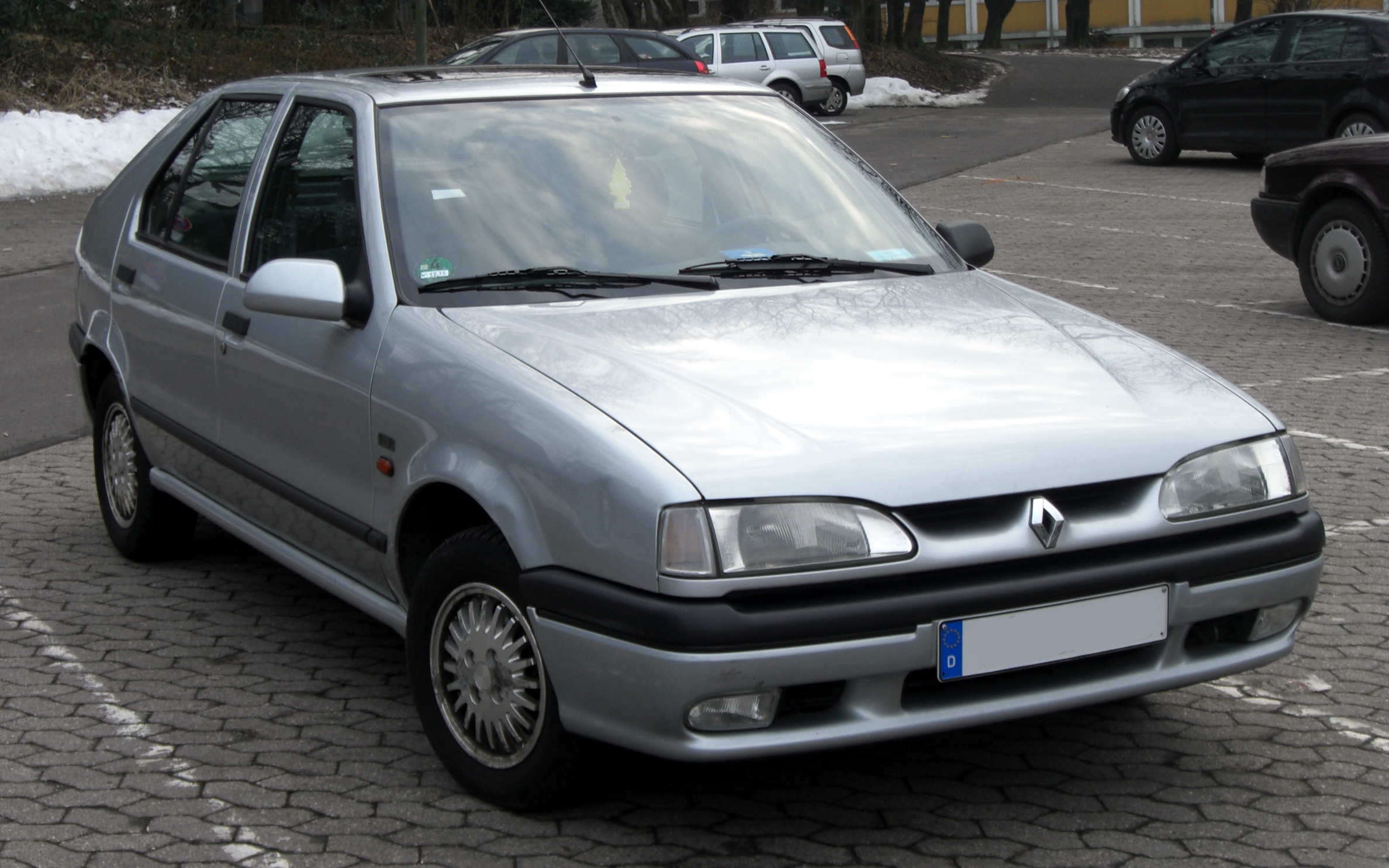

رنو ۱۹ (Renault ۱۹) خودرویی از شرکت رنو  است که در سال‌های ۱۹۸۸ تا ۲۰۰۰در تایوان (جزیره)، والادولید، پالنسیا، ستوبال، کلمبیا، ونزوئلا، آرژانتین، کوریتیبا، برزیل، بورسا و ترکیه تولید شده‌است.
این خودرو در کلاس خودرو کامپکت قرار گرفته، طراحی آن خودروهای موتور جلو-محور جلو بوده طول آن در حالت طبیعی ۴٬۱۵۶ میلیمتر (۱۶۳٫۶ اینچ)، عرض آن در حالت طبیعی ۱٬۶۹۴ میلیمتر (۶۶٫۷ اینچ)، ارتفاع آن در حالت طبیعی ۱٬۴۱۲ میلیمتر (۵۵٫۶ اینچ) و وزن آن در حالت طبیعی ۸۸۶ کیلوگرم (۱٬۹۵۳ پوند) است. این مدل یکی از با کیفیت‌ترین خودروهای رنو می‌باشد و نخست بعنوان یک خودروی هاچ‌بک عرضه شد، سپس در تابستان ۱۹۸۹ مدل سدان آن نیز ساخته شد. در سال ۱۹۹۱ توسط شرکت کارمن توسعه پیدا کرد.